# Bezirk Suczawa
Bezirkul Suczawa (în română Suceava, în ruteană Suczawa) a fost un bezirk (bițârc-în graiul bucovinean) în Ducatul Bucovinei. Acesta cuprindea partea de sud-est a Bucovinei. Reședința bezirkului era orașul Suceava (Suczawa). După Primul Război Mondial a devenit parte a României.

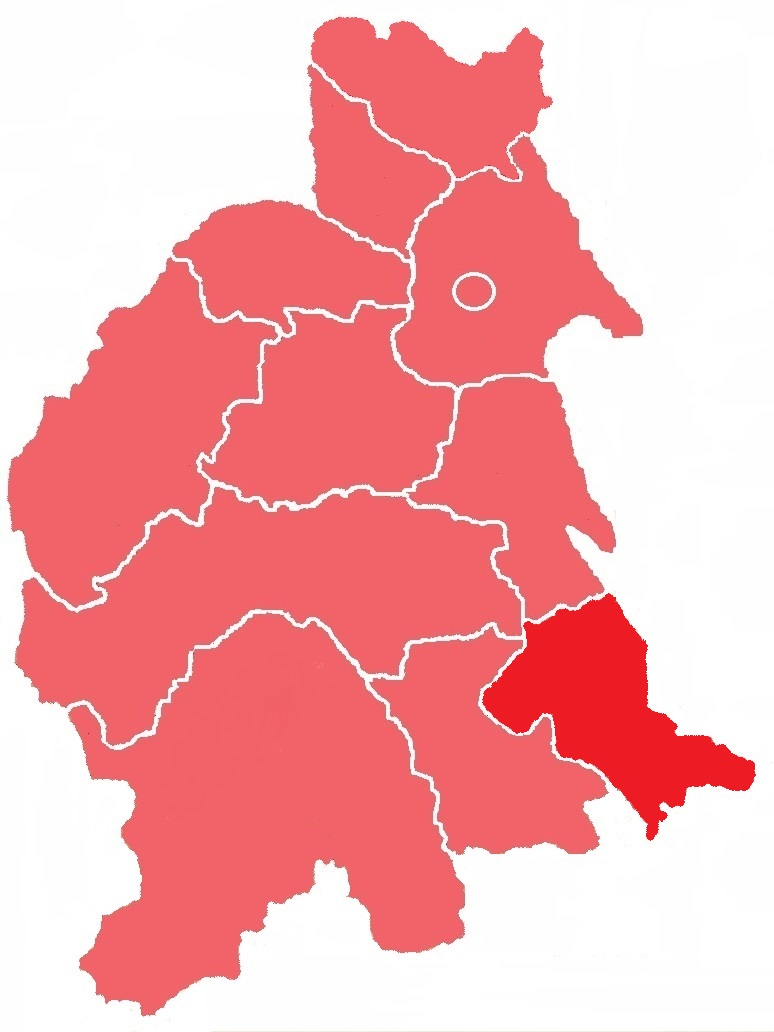
Bezirkul Suczawa (1910)

## Istoric
Districtele politice moderne ale Monarhiei Habsbugice au fost create în jurul anului 1868 ca urmare a separării distictelor politice de cele judiciare. Bezirkul Suceava a fost creat în 1868 prin unirea districtelor judiciare Suceava (Gerichtsbezirk Suczawa) și Gura Humorului (Gerichtsbezirk Gurahumora). La data de 1 octombrie 1893, districtul judiciar Gura Humorului, împreună cu districtul judiciar Solca (Gerichtsbezirk Solka) din cadrul districtului politic Rădăuți (Bezirk Radautz), au format districtul politic Gura Humorului (Bezirk Gurahumora).
În Bezirkul Suceava trăiau în anul 1869 69.023 de persoane, iar în 1900 numărul de locuitori a scăzut, din cauza separării unui district judiciar, la 62.447. Populația era formată în anul 1900 din: 37.252 vorbitori nativi de limba română (59,6 %), 11.549 vorbitori nativi de limba germană (18,5 %), 11.269 vorbitori nativi de limba ruteană (18,0 %) și 1.870 vorbitori nativi de alte limbi (3,0 %). Suprafața bezirkului era în anul 1900 de 569,32 km² și cuprindea un district judiciar cu 41 de comune și 27 Gutsgebieten (comunități private fără un consiliu local, gestionate de proprietarii acestora).
| Anul | Locuitori | Vorbitori nativi de germană | Vorbitori nativi de ruteană | Vorbitori nativi de română | Vorbitori nativi de alte limbi |
| ---- | --------- | --------------------------- | --------------------------- | -------------------------- | ------------------------------ |
| 1869 | 69.023    |                             |                             |                            |                                |
| 1880 | 76.210    | 15.185                      | 8.101                       | 48.356                     | 3.545                          |
| 1890 | 83.250    | 17.695                      | 10.137                      | 51.387                     | 3.500                          |
| 1900 | 62.447    | 11.549                      | 11.269                      | 37.252                     | 1.870                          |

## Localități
În anul 1910 bezirkul Suceava era format din districtul judiciar Suceava.
Gerichtsbezirk Suczawa:
- Orașul Suceava (Suczawa în germană, Suczawa în ruteană)
- Bălăceana (Balaczana)
- Bosanci (Bossancze) (inclusiv satele Moara Nică, Moara Carp, Frumoasa și Groapa Vlădichii-Gropa Wladyka)
- Bulai (Bulaia/Bulaja)
- Podeni (Podeny) (inclusiv satul Șes)
- Nimerceni (Nemericzeny)
- Bunești-Bucovina (Bunestie)
- Buninți (Bunince)
- Chilișeni (Chiliszeny)
- Dănila (Danilla)
- Dumbrava (Gaureny)
- Dărmănești (Hatna)
- Ipotești (Ipotestie)
- Ițcani Gară (Itzkany Bahnhof)
- Ițcanii Noi (Neu Itzkany)
- Iacobești (Fogadjisten/Jakobestie)
- Gura Solcii (Gurasolcze)
- Călinești (Kalinestie Jenacki)
- Călinești (Kalinestie Cuparenco)
- Călinești-Vasilache (Wasiliki/Wasilaki)
- Comănești (Komanestie)
- Costâna (Kostyna)
- Lipoveni (Lipoweny)
- Lisaura (Lisaura)
- Liteni (Liteny)
- Humoreni (Ludihumora)
- Măriței (Meretzei)
- Mărițeia Mică (Klein Meretzei)
- Mihoveni (Mihoweny)
- Mitocu Dragomirnei (Mitoka Dragomirna)
- Părhăuți (Parhoutz)
- Pătrăuți (Petroutz an der Suczawa)
- Reuseni (Reusseny)
- Românești (Romanestie)
- Rușii-Mănăstioara (Russ Manastiora)
- Luncușoara (Lunkuschora)
- Plăvălari (Russ Plawalar)
- Poieni-Suceava (Russ Pojeni)
- Sfântu Ilie (St. Illie)
- Securiceni (Sekuriczeny)
- Șcheia (Skeja)
- Slobozia Sucevei (Slobodzia/Untermilleschoutz)
- Soloneț (Solonetz)
- Stroiești (Strojestie)
- Tișăuți (Teschoutz)
- Todirești (Theodorestie)
- Udești (Uydestie)
- Zaharești (Zaharestie)